# François-Xavier Clédat
Pour les articles homonymes, voir Clédat (homonymie).
François-Xavier Clédat, né le 8 juillet 1946, est un chef d'entreprises français, ancien président-directeur général et actuel président du conseil de surveillance du groupe Spie Batignolles.

## Biographie
Après être sorti ingénieur de l’ESTP et diplômé d’un troisième cycle de Gestion de l'Université Paris-Dauphine en 1970, François-Xavier Clédat commence sa carrière comme ingénieur, puis directeur de filiale chez Bouygues. Il rejoint le groupe SGE en 1981 en tant que directeur des filiales Ouest et Sud-Ouest, puis comme directeur général de l'activité bâtiment en Île-de-France.
Il intègre le groupe Spie en 1987 en tant que Président-directeur général de Spie SCGPM, prend la présidence de Spie-Citra de 1992 à 1995, avant de devenir Directeur général de la branche Construction du groupe Spie, puis Directeur général du groupe Spie de 1997 à 2003.
Il est nommé président-directeur général de Spie Batignolles en 1997.
En septembre 2003, il initie le rachat de Spie Batignolles par ses dirigeants en septembre 2003, conduisant alors à l’indépendance du groupe Spie batignolles.
Membre du MEDEF, il fut le chef de file de la délégation patronale lors de la négociation sur la pénibilité au travail (en remplacement de Denis Gautier-Sauvagnac).
À la suite du changement de gouvernance du groupe Spie Batignolles, il est nommé président du nouveau Conseil de surveillance en septembre 2012.
François-Xavier Clédat est président du conseil de l'Institut universitaire de technologie de Cergy-Pontoise de 1990 à 2007 et de l'École spéciale des travaux publics, du bâtiment et de l'industrie de 2008 à 2019. Sous son mandat est inauguré le campus de Dijon de l'ESTP Paris.
En 2019, la famille Clévat sort du capital de Spie Batignolles.

## Distinctions
- 2016 :  Officier de la Légion d'honneur[5],[7]

## Mandats sociaux

### En cours
- Président du Conseil de surveillance de Spie Batignolles[5]
- Président de la Fondation Spie Batignolles[5]
- Président du Conseil d'administration de l’École spéciale des Travaux Publics (ESTP)
- Vice-Président de la Fédération nationale des travaux publics (FNTP)
- Vice-Président du Syndicat des Entrepreneurs de Travaux Publics de France
- Administrateur de la Fédération française du bâtiment (FFB)
- Administrateur du syndicat Entreprises Générales de France (EGF BTP)
- Administrateur de la Caisse Nationale des Entrepreneurs de Travaux Publics (CNETP)
- Administrateur de la Société Mutuelle d’Assurance Vie du Bâtiment et des Travaux Publics (SMA Vie BTP)
- Administrateur de Châteaux des Deux Rives

### Anciens
- Président-directeur général de Spie Batignolles (1997-2012)
- Président de l'École spéciale des travaux publics, du bâtiment et de l'industrie (2008-2019)
- Président de l'Institut universitaire de technologie de Cergy-Pontoise (1990-2007)
- Président de Victoria Investissement
- Président-directeur général de Spie SCGPM
- Président de Spie-Citra